# Independiente del Valle
Club de Alto Rendimiento Especializado Independiente del Valle – ekwadorski klub piłkarski z siedzibą w mieście Sangolquí, w prowincji Pichincha. Występuje w rozgrywkach Serie A. Domowe mecze rozgrywa na obiekcie Estadio Banco Guayaquil.

## Historia
Klub założony został 1 marca 1958 roku. W 2009 roku zdobyli mistrzostwo drugiej ligi, które dało pierwszy w dziejach awans do najwyższej ligi Ekwadoru.

## Osiągnięcia

### Krajowe
- Serie A

| zwycięstwo (1):     | 2021             |
| drugie miejsce (3): | 2013, 2023, 2024 |

- Copa Ecuador

| zwycięstwo (1):     | 2022 |
| drugie miejsce (1): | 2024 |

### Międzynarodowe
- Copa Libertadores

| zwycięstwo (0):     | –    |
| drugie miejsce (1): | 2016 |

- Copa Sudamericana

| zwycięstwo (2):     | 2019, 2022 |
| drugie miejsce (0): | –          |

- Recopa Sudamericana

| zwycięstwo (1):     | 2023 |
| drugie miejsce (1): | 2020 |

## Aktualny skład
Stan na 1 października 2023.
| Nr | Poz. | Piłkarz                |
| -- | ---- | ---------------------- |
| 1  | BR   | Moisés Ramírez         |
| 2  | OB   | Agustín García Basso   |
| 3  | OB   | Mauricio Cagua         |
| 4  | OB   | Anthony Landázuri      |
| 5  | OB   | Richard Schunke        |
| 6  | OB   | Carlos Sánchez         |
| 7  | PO   | Jordy Alcívar          |
| 8  | PO   | Lorenzo Faravelli      |
| 9  | NA   | Marcelo Moreno Martins |
| 10 | PO   | Junior Sornoza         |
| 11 | NA   | Michael Hoyos          |
| 12 | BR   | Alexis Villa           |
| 13 | PO   | Matías Fernández       |
| 14 | OB   | Mateo Carabajal        |
| 15 | OB   | Beder Caicedo          |

| Nr | Poz. | Piłkarz                      |
| -- | ---- | ---------------------------- |
| 16 | PO   | Cristian Pellerano (kapitan) |
| 17 | OB   | Gustavo Cortez               |
| 19 | NA   | Lautaro Díaz                 |
| 20 | PO   | Bryan García                 |
| 22 | BR   | Kleber Pinargote             |
| 23 | PO   | Patrickson Delgado           |
| 25 | OB   | Jhoanner Chávez              |
| 31 | OB   | Esnáider Cabezas             |
| 50 | OB   | Christian García             |
| 51 | PO   | Yaimar Medina                |
| 54 | PO   | Patrik Mercado               |
| 55 | PO   | Kendry Páez                  |
| 57 | NA   | José Klinger                 |
| 80 | PO   | Joao Ortiz                   |